# 段珪
段珪（?—189年），濟陰人，東漢宦官，「十常侍」之一。

## 生平
早年和侯覽在濟陰並立田業，其僕從賓客侵犯百姓，劫掠行旅，被濟北相滕延捕殺。段珪、侯覽跟漢桓帝哭訴，於是滕延被免官。到了漢靈帝時期，段珪位居中常侍，封侯貴寵。

### 戚宦之爭
中平六年(189年)，大將軍何進陰謀誅殺宦官，於是前往長樂宮晉見何太后，請求誅殺宦官。張讓、段珪因為何進在漢靈帝下葬時稱疾不出，現在身手矯健地入宮，於是大起懷疑之心，遣人偷聽兩人對話，發現何進陰謀。因此張讓使段珪、畢嵐領兵埋伏於宮內，且在何進出宮之後假借何太后有事召見何進，等何進再度入宮，便趁機斬殺何進。何進一死，張讓、段珪矯詔任命親近宦官的許相為司隸校尉、樊陵為河南尹，尚書們質疑這項詔命，宦官們便把何進頭顱丟出，宣稱何進謀反，已經伏誅。
何進的部曲吳匡等在皇宮外聽聞何進噩耗，就偕同虎賁中郎將袁術攻入皇宮。段珪等前往裹脅何太后、皇帝劉辯以及陳留王劉協，但何太后為尚書盧植救走。而袁紹等更攻入寢殿。於是張讓、段珪挾持皇帝和陳留王出宮，逃到了小平津(今河南省洛陽市孟津縣東)，被盧植及洛陽中部掾閔貢追上。閔貢斥責張讓等，並手刃幾名衛士，張讓、段珪束手無策，拱手作揖，然後向劉辯下跪叩頭說：「我們死了，皇上保重。」之後便投黃河而死。